# Гней Афраний Декстер
Гней Афраний Декстер (на латински: Gnaeus Afranius Dexter; + 24 юни 105 г.) е сенатор и политик на Римската империя през края на 1 и началото на 2 век. Произлиза от фамилията Афрании.
По времето на император Траян Декстер е през май и юни 105 г. суфектконсул заедно с Гай Юлий Квадрат Бас. Умира на 24 юни по време на консулата си.